# Kanton Mouthoumet
Kanton Mouthoumet (fr. Canton de Mouthoumet) je francouzský kanton v departementu Aude v regionu Languedoc-Roussillon. Skládá se z 18 obcí.

## Obce kantonu
- Albières
- Auriac
- Bouisse
- Davejean
- Dernacueillette
- Félines-Termenès
- Lairière
- Lanet
- Laroque-de-Fa
- Massac
- Mouthoumet
- Montjoi
- Palairac
- Salza
- Soulatgé
- Termes
- Vignevieille
- Villerouge-Termenès